# Trotomma antennata
Trotomma antennata es una especie de coleóptero de la familia Scraptiidae.

## Distribución geográfica
Habita en Argelia.